# Midori (liqueur)
Pour les articles homonymes, voir Midori.
Le midori est une liqueur japonaise de couleur verte à base de Yubari King distribuée par Suntory.

## Description
Le degré d'alcool est de 20 %.
Son nom lui vient de sa teinte : midori signifie «vert» en japonais.

## Histoire

### Origine
Le premier lancement de cette boisson fut en 1978, au Studio 54 à New York, lors d’une partie tenue spécialement pour l’occasion.

### Développement
Jusqu’en 1987, la fabrication de Midori ne se faisait qu’au Japon.
Depuis on retrouve des firmes qui produisent cette liqueur au Mexique et en France.

## Utilisation
Très sucré, le Midori se boit très rarement seul, le plus souvent il s'utilise en cocktail.